# 孝感北站
孝感北站为京广高速铁路的一座车站，位于湖北省孝感市大悟县高店乡，于2012年9月28日投入使用。该站距离孝感市区远达约80km，被火车迷称为中国“四大名北”火车站之一。

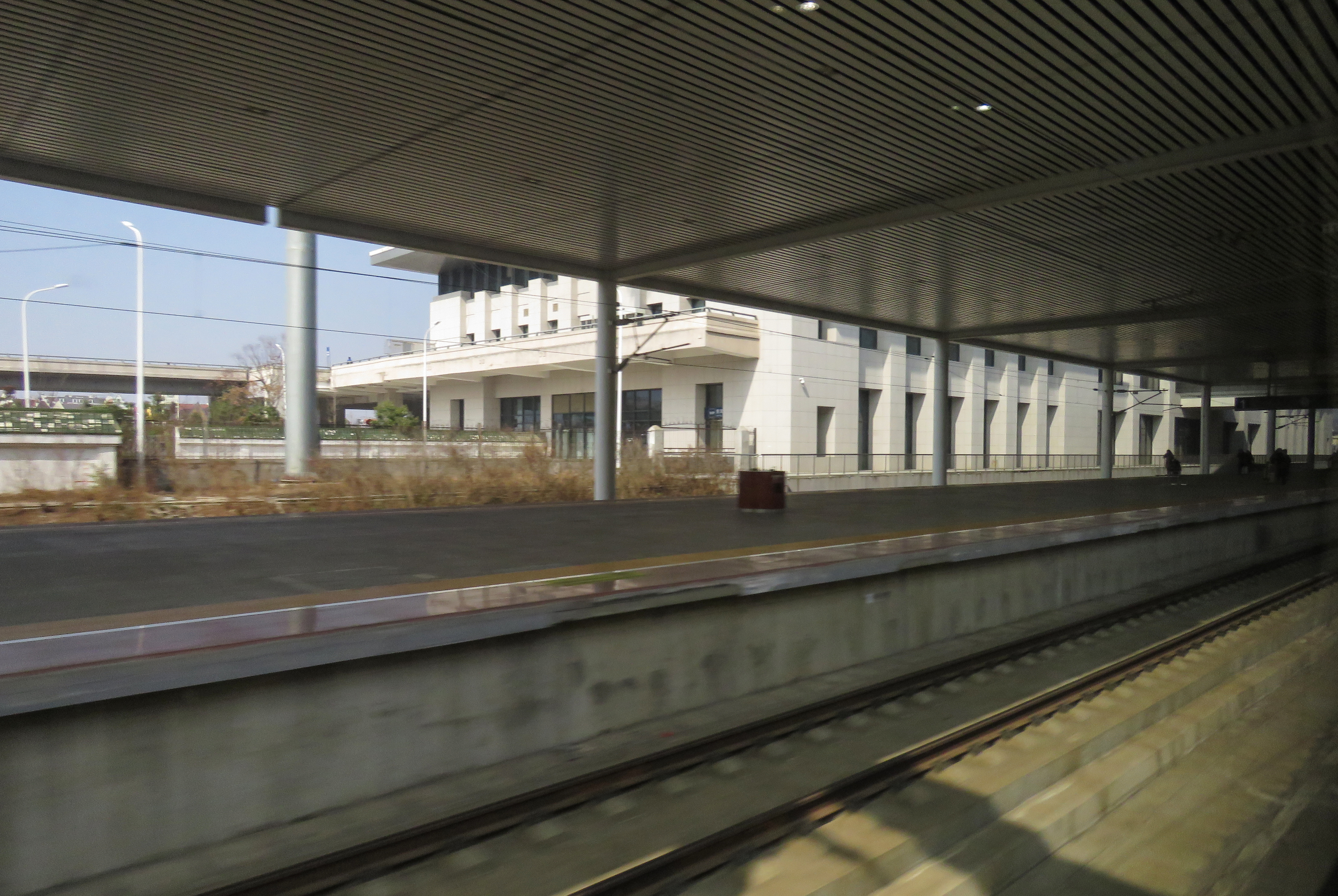
1、2站台

## 简介
孝感北站位于孝感市大悟县，距离孝感城区100公里（相比之下武汉站距孝感城区甚至更近），是湖北境内目前规模最大、现代化程度最高的地级中间站。服务8个县市区800万人，预计年旅客发送量将达260万人，到北京、广州约4个小时，到武汉约30分钟。